# Aelurillus schembrii
Aelurillus schembrii es una especie de araña araneomorfa del género Aelurillus, tribu Aelurillini, familia Salticidae. La especie fue descrita científicamente por Cantarella en 1982.
La longitud del prosoma del macho mide 2,2-2,6 milímetros y el de la hembra 2,7 milímetros. La longitud del cuerpo del macho es de 4,2-4,8 milímetros y de la hembra 6,4-6,8 milímetros. La especie se distribuye por Europa: Italia.